# Yoann Bonato
Yoann Bonato (Saint-Martin-d'Hères, 13 maggio 1983) è un pilota automobilistico francese.
Nel 2017 vince il Campionato di Rally francese conquistandolo con quattro vittorie consecutive nella stagione.
Dopo aver vinto il campionato francese di Rally nel 2017, PH Sport lo ha ingaggiato per far parte di un team di piloti che avrebbe aiutato Citroën a sviluppare una nuova variante R5 della loro auto WRC, la Citroën C3 R5. Nel 2018 vince nuovamente il campionato di Rally francese. Nella stagione 2018 e 2019 partecipa al campionato WRC-2.
Il suo copilota dall'inizio della sua carriera è Benjamin Boulloud.

## Vittorie

### WRC-2
| # | Stagione | Evento               | Copilota          | Auto          |
| - | -------- | -------------------- | ----------------- | ------------- |
| 1 | 2019     | Rally di Monte Carlo | Benjamin Boulloud | Citroën C3 R5 |

### ERC
| # | Stagione | Evento                    | Copilota          | Auto              |
| - | -------- | ------------------------- | ----------------- | ----------------- |
| 1 | 2022     | Rally di Catalogna        | Benjamin Boulloud | Citroën C3 Rally2 |
| 2 | 2023     | Rally delle Isole Canarie | Benjamin Boulloud | Citroën C3 Rally2 |
| 3 | 2024     | Rally delle Isole Canarie | Benjamin Boulloud | Citroën C3 Rally2 |

## Risultati nel mondiale rally

### WRC
| 2006 | Scuderia | Vettura            |  |  |  |  |    |  |  |  |  |  |  |  |  |  |  |  | Punti | Pos. |
| ---- | -------- | ------------------ |  |  |  |  | -- |  |  |  |  |  |  |  |  |  |  |  | ----- | ---- |
| 2006 |          | Renault Clio S1600 |  |  |  |  | 32 |  |  |  |  |  |  |  |  |  |  |  | 0     |      |

| 2007 | Scuderia | Vettura                        |  |  |  |  |  |  |  |  |    |    |  |    |    |  |  |  | Punti | Pos. |
| ---- | -------- | ------------------------------ |  |  |  |  |  |  |  |  | -- | -- |  | -- | -- |  |  |  | ----- | ---- |
| 2007 | PH Sport | Citroën C2 R2 Citroën C2 S1600 |  |  |  |  |  |  |  |  | 33 | 30 |  | 32 | 19 |  |  |  | 0     |      |

| 2009 | Scuderia | Vettura            |    |  |  |     |  |    |  |    |     |  |  |  |  |  |  |  | Punti | Pos. |
| ---- | -------- | ------------------ | -- |  |  | --- |  | -- |  | -- | --- |  |  |  |  |  |  |  | ----- | ---- |
| 2009 |          | Suzuki Swift S1600 | 20 |  |  | Rit |  | 19 |  | 16 | Rit |  |  |  |  |  |  |  | 0     |      |

| 2016 | Scuderia | Vettura        |    |  |  |  |    |  |     |    |    |  |    |  |  |  |  |  | Punti | Pos. |
| ---- | -------- | -------------- | -- |  |  |  | -- |  | --- | -- | -- |  | -- |  |  |  |  |  | ----- | ---- |
| 2016 |          | Citroën DS3 R5 | 15 |  |  |  | 16 |  | Rit | 18 | 30 |  | 13 |  |  |  |  |  | 0     |      |

| 2017 | Scuderia | Vettura        |     |  |  |     |  |    |  |    |  |    |    |    |  |  |  |  | Punti | Pos. |
| ---- | -------- | -------------- | --- |  |  | --- |  | -- |  | -- |  | -- | -- | -- |  |  |  |  | ----- | ---- |
| 2017 |          | Citroën DS3 R5 | Rit |  |  | Rit |  | 37 |  | 18 |  | 27 | 26 | 26 |  |  |  |  | 0     |      |

| 2018 | Scuderia       | Vettura                      |    |  |  |    |  |  |  |  |    |  |  |  |  |  |  |  | Punti | Pos. |
| ---- | -------------- | ---------------------------- | -- |  |  | -- |  |  |  |  | -- |  |  |  |  |  |  |  | ----- | ---- |
| 2018 | CHL Sport Auto | Peugeot 208 R2 Citroën C3 R5 | 15 |  |  | 10 |  |  |  |  | 26 |  |  |  |  |  |  |  | 1     | 28º  |

| 2019 | Scuderia | Vettura       |   |  |  |    |  |  |  |  |  |  |  |  |  |  |  |  | Punti | Pos. |
| ---- | -------- | ------------- | - |  |  | -- |  |  |  |  |  |  |  |  |  |  |  |  | ----- | ---- |
| 2019 |          | Citroën C3 R5 | 8 |  |  | 12 |  |  |  |  |  |  |  |  |  |  |  |  | 4     | 20º  |

| 2020 | Scuderia | Vettura       |    |  |  |  |  |  |  |  |  |  |  |  |  |  |  |  | Punti | Pos. |
| ---- | -------- | ------------- | -- |  |  |  |  |  |  |  |  |  |  |  |  |  |  |  | ----- | ---- |
| 2020 |          | Citroën C3 R5 | 12 |  |  |  |  |  |  |  |  |  |  |  |  |  |  |  | 0     |      |

| 2021 | Scuderia | Vettura           |    |  |  |  |  |  |  |  |  |  |  |  |  |  |  |  | Punti | Pos. |
| ---- | -------- | ----------------- | -- |  |  |  |  |  |  |  |  |  |  |  |  |  |  |  | ----- | ---- |
| 2021 |          | Citroën C3 Rally2 | 13 |  |  |  |  |  |  |  |  |  |  |  |  |  |  |  | 0     |      |

| Legenda | 1º posto | 2º posto | 3º posto | A punti | Senza punti | Ritirato | Squalificato | NP=Non partito C=Gara cancellata | Apice=Power stage |

### WRC-2
| 2016 | Scuderia | Vettura        |   |  |  |  |   |  |     |   |    |  |   |  |  |  |  |  | Punti | Pos. |
| ---- | -------- | -------------- | - |  |  |  | - |  | --- | - | -- |  | - |  |  |  |  |  | ----- | ---- |
| 2016 |          | Citroën DS3 R5 | 5 |  |  |  | 7 |  | Rit | 9 | 12 |  | 3 |  |  |  |  |  | 33    | 12º  |

| 2017 | Scuderia | Vettura        |     |  |  |     |  |    |  |   |  |    |    |    |  |  |  |  | Punti | Pos. |
| ---- | -------- | -------------- | --- |  |  | --- |  | -- |  | - |  | -- | -- | -- |  |  |  |  | ----- | ---- |
| 2017 |          | Citroën DS3 R5 | Rit |  |  | Rit |  | 15 |  | 5 |  | 13 | 10 | 11 |  |  |  |  | 11    | 28º  |

| 2018 | Scuderia       | Vettura       |  |  |  |   |  |  |  |  |    |  |  |  |  |  |  |  | Punti | Pos. |
| ---- | -------------- | ------------- |  |  |  | - |  |  |  |  | -- |  |  |  |  |  |  |  | ----- | ---- |
| 2018 | CHL Sport Auto | Citroën C3 R5 |  |  |  | 2 |  |  |  |  | 11 |  |  |  |  |  |  |  | 18    | 21º  |

| 2019 | Scuderia | Vettura       |   |  |  |    |  |  |  |  |  |  |  |  |  |  |  |  | Punti | Pos. |
| ---- | -------- | ------------- | - |  |  | -- |  |  |  |  |  |  |  |  |  |  |  |  | ----- | ---- |
| 2019 |          | Citroën C3 R5 | 1 |  |  | 49 |  |  |  |  |  |  |  |  |  |  |  |  | 25    | 20º  |

| Legenda | 1º posto | 2º posto | 3º posto | A punti | Senza punti | Ritirato | Squalificato | NP=Non partito C=Gara cancellata | Apice=Power stage |

### WRC-3
| 2020 | Scuderia | Vettura       |   |  |  |  |  |  |  |  |  |  |  |  |  |  |  |  | Punti | Pos. |
| ---- | -------- | ------------- | - |  |  |  |  |  |  |  |  |  |  |  |  |  |  |  | ----- | ---- |
| 2020 |          | Citroën C3 R5 | 3 |  |  |  |  |  |  |  |  |  |  |  |  |  |  |  | 15    | 12º  |

| 2021 | Scuderia | Vettura           |   |  |  |  |  |  |  |  |  |  |  |  |  |  |  |  | Punti | Pos. |
| ---- | -------- | ----------------- | - |  |  |  |  |  |  |  |  |  |  |  |  |  |  |  | ----- | ---- |
| 2021 |          | Citroën C3 Rally2 | 2 |  |  |  |  |  |  |  |  |  |  |  |  |  |  |  | 22    | 16º  |

| Legenda | 1º posto | 2º posto | 3º posto | A punti | Senza punti | Ritirato | Squalificato | NP=Non partito C=Gara cancellata | Apice=Power stage |

### Junior WRC
| 2006 | Scuderia | Vettura            |  |  |  |  |   |  |  |  |  |  |  |  |  |  |  |  | Punti | Pos. |
| ---- | -------- | ------------------ |  |  |  |  | - |  |  |  |  |  |  |  |  |  |  |  | ----- | ---- |
| 2006 |          | Renault Clio S1600 |  |  |  |  | 8 |  |  |  |  |  |  |  |  |  |  |  | 1     | 24º  |

| 2007 | Scuderia | Vettura                        |  |  |  |  |  |  |  |  |   |   |  |   |   |  |  |  | Punti | Pos. |
| ---- | -------- | ------------------------------ |  |  |  |  |  |  |  |  | - | - |  | - | - |  |  |  | ----- | ---- |
| 2007 | PH Sport | Citroën C2 R2 Citroën C2 S1600 |  |  |  |  |  |  |  |  | 8 | 7 |  | 8 | 3 |  |  |  | 10    | 9º   |

| 2009 | Scuderia | Vettura            |   |  |  |     |  |   |  |   |     |  |  |  |  |  |  |  | Punti | Pos. |
| ---- | -------- | ------------------ | - |  |  | --- |  | - |  | - | --- |  |  |  |  |  |  |  | ----- | ---- |
| 2009 |          | Suzuki Swift S1600 | 4 |  |  | Rit |  | 4 |  | 3 | Rit |  |  |  |  |  |  |  | 16    | 7º   |

| Legenda | 1º posto | 2º posto | 3º posto | A punti | Senza punti | Ritirato | Squalificato | NP=Non partito C=Gara cancellata | Apice=Power stage |

## Risultati nel campionato europeo
| Anno | Scuderia          | Vettura           | 1      | 2      | 3      | 4      | 5       | 6      | 7     | 8       | 9       | Pos. | Punti |
| ---- | ----------------- | ----------------- | ------ | ------ | ------ | ------ | ------- | ------ | ----- | ------- | ------- | ---- | ----- |
| 2005 | Procar Rally Team | Fiat Punto S1600  | MIG    | POL    | YPR    | BUL    | MAD     | BAR    | GUN   | ELP     | ANT Rit | NC   | 0     |
| 2020 | -                 | Citroën C3 R5     | ROM    | LIE    | FAF    | UNG 14 | ISO 2   |        |       |         |         | 13°  | 33    |
| 2021 | CHL Sport Auto    | Citroën C3 Rally2 | POL 8  | LIE 15 | ROM 16 | BAR 9  | AZZ Rit | SER 8  | UNG 8 | ISO Rit |         | 8°   | 46    |
| 2022 | -                 | Citroën C3 Rally2 | SER    | AZZ    | ISO 3  | POL    | LIE 10  | ROM 3  | BAR   | CAT 1   |         | 3°   | 88    |
| 2023 | -                 | Citroën C3 Rally2 | SER 5  | ISO 1  | POL    | LIE    | SCA     | ROM 63 | BAR   | UNG 4   |         | 5°   | 84    |
| 2024 | -                 | Citroën C3 Rally2 | UNG    | ISO 14 | SCA    | EST    | ROM     | BAR    | CER   | SIL 64  |         | 8°   | 49    |
| 2025 | -                 | Citroën C3 Rally2 | SIE 24 | UNG    | SCA    | POL    | ROM     | BAR    | CER   | CRO     |         |      | 26    |